# Sidi Abdeljalil
Sidi Abdeljalil (franska: Sidi Abdeljalil (CR), Sidi Abdeljalil (Commune Rurale), arabiska: اوناغة) är en kommun i Marocko.   Den ligger i provinsen Essaouira och regionen Marrakech-Safi, i den norra delen av landet, 300 km sydväst om huvudstaden Rabat. Antalet invånare är 6 963.